# Bolletta dell'energia elettrica
La bolletta dell'energia elettrica è il documento di fatturazione attraverso il quale il fornitore (o venditore) di energia addebita al proprio cliente (o consumatore finale) i corrispettivi dovuti in ragione del contratto di somministrazione sottoscritto. La bolletta include molteplici voci, che solo in parte remunerano il venditore e che possono essere raggruppate nelle seguenti componenti (fra parentesi si riporta l'incidenza media percentuale di ciascuna componente per un consumatore domestico tipo, ovvero titolare di un contratto con 3 kW di potenza impegnata e 2.700 kWh di consumo annuo, oggetto di rilevazione trimestrale da parte dell'Autorità per l'energia elettrica il gas ed il sistema idrico, AEEGSI):
1. Spesa per la materia energia (47,65%)
2. Spesa per il trasporto e la gestione del contatore (20,18%)
3. Spesa per oneri di sistema (18,96%)
4. Imposte (13,21%)

## Spesa per la materia energia
La spesa per la materia energia raccoglie le voci di costo della bolletta direttamente riconducibili alla fornitura della materia prima da parte del venditore e rappresenta, quindi, l'unica componente della bolletta diretta a remunerare il fornitore di energia.
In base alle periodiche rilevazioni dell'AEEGSI è corretto affermare che il costo della materia prima energia ad oggi incide per meno della metà sulla bolletta di una famiglia tipo italiana, laddove la metà restante è invece destinata a remunerare categorie di soggetti diversi dal venditore di energia.
La composizione della spesa per la materia energia è diversa a seconda che il contratto di somministrazione sia stato concluso in regime di mercato libero o di maggior tutela. La dicitura "mercato libero" o "mercato di maggior tutela" deve essere obbligatoriamente riportata con evidenza dal venditore nella prima pagina della bolletta.

### La spesa per la materia energia nel mercato libero
Per i contratti di somministrazione conclusi in regime di mercato libero, le voci di costo che compongono la spesa per la materia energia sono lasciate alla libera contrattazione fra le parti (il venditore e il consumatore finale). Esistono, quindi, sul mercato svariate tipologie di offerta, quali ad esempio:
- forniture a rata costante o "flat": la spesa per la materia energia è prefissata dal contratto ed è indipendente dai consumi effettivi dell'utenza
- forniture a consumo con prezzo fisso (monorario o a fasce): la spesa per la materia energia è data dal prodotto fra il consumo effettivo dell'utenza nel periodo di fatturazione ed un prezzo unitario (generalmente espresso in eurocent per kWh) prefissato dal contratto; tale prezzo può essere il medesimo per le 24 ore della giornata (monorario) oppure differenziato per fascia oraria di consumo (F1, F2, F3)
- forniture a consumo con prezzo indicizzato: la spesa per la materia energia è data dal prodotto fra il consumo effettivo dell'utenza nel periodo di fatturazione ed un prezzo unitario (generalmente espresso in eurocent per kWh) variabile in funzione di un indice prefissato dal contratto (l'indice più diffuso sul mercato è il PUN, ovvero il Prezzo unico nazionale)

### La spesa per la materia energia nel mercato di maggior tutela
Per i contratti di somministrazione conclusi in regime di mercato di maggior tutela, le voci di costo sottostanti alla spesa per la materia energia sono calcolate sulla base di tariffe definite dall'AEEGSI per il trimestre di riferimento e sono rappresentate dal prezzo dell'energia (PE), dal prezzo del dispacciamento (PD), dal prezzo di commercializzazione e vendita (PCV), dal prezzo per le componenti di perequazione (PPE) e, infine, dal prezzo per il servizio di dispacciamento (DISPbt).
Tali voci sono raggruppate nella bolletta in due sole componenti:
- una quota fissa (espressa in euro all'anno)
- una quota energia (espressa in eurocent per kWh consumato)

La tariffa della quota energia può essere, a scelta del consumatore, monoraria oppure bioraria ed è comunque differenziata per scaglioni di consumo.

## Spesa per il trasporto e la gestione del contatore
La spesa per il trasporto e la gestione del contatore raccoglie tutte le componenti di costo dirette a remunerare i soggetti, diversi dal venditore, che si occupano della gestione delle infrastrutture di trasporto (ovvero Terna) e di distribuzione e misura (i distributori locali, quali ad esempio E-distribuzione, Unareti, Inrete, Ireti, ecc.).
Tali voci sono calcolate in bolletta a partire da tariffe prefissate dall'AEEGSI che servono a coprire i costi di distribuzione, trasporto e misura: vengono conteggiate applicando una tariffa "trinomia" (σ1, σ2, σ3), ovvero data dalla combinazione di una tariffa annua fissa (eurocent per utenza), di una tariffa variabile in funzione della potenza impegnata (eurocent per kW) ed infine di una tariffa variabile in funzione del consumo annuo dell'utenza (eurocent per kWh).

## Spesa per oneri di sistema
La spesa per oneri di sistema è data dalla somma di una serie di componenti tariffarie dirette a rimborsare oneri di varia natura correlati al sistema elettrico nazionale. Queste componenti sono fissate dall'AEEGSI ed aggiornate periodicamente sulla base delle esigenze di gettito.
fino al 31/12/2017 le componenti tariffarie degli oneri di sistema erano essenzialmente di due tipologie:

### Le componenti "A"
destinate alla copertura di oneri sostenuti nell'interesse generale del sistema elettrico e sono individuate da decreti governativi o leggi parlamentari:
- A2 a copertura degli oneri per il decommissioning nucleare
- A3 a copertura degli incentivi alle fonti rinnovabili e assimilate
- A4 a copertura delle agevolazioni tariffarie riconosciute per il settore ferroviario
- A5 a sostegno alla ricerca di sistema
- As a copertura degli oneri per il bonus elettrico
- Ae a copertura delle agevolazioni alle industrie manifatturiere ad alto consumo di energia

La componente "A" largamente preponderante è la A3, che, per effetto del recente boom delle energie rinnovabili (eolico e fotovoltaico), ha subito un incremento esponenziale, passando dai 3 miliardi di euro nel 2009 ai quasi 15 miliardi di euro nel 2016 con previsione di assestamento a circa 12 miliardi di euro per il biennio 2017/18.

### Le componenti "UC"
destinate alla copertura di ulteriori elementi di costo del servizio elettrico e vengono individuate dall'AEEGSI:
- UC4 a copertura delle compensazioni per le imprese elettriche minori
- UC7 per la promozione dell'efficienza energetica negli usi finali
- UC3 a copertura degli squilibri dei sistemi di perequazione dei costi di trasporto dell'energia elettrica sulle reti di trasmissione e di distribuzione, nonché dei meccanismi di integrazione
- UC6: a copertura dei costi riconosciuti derivanti da recuperi di qualità del servizio

A partire dal 2018 (delibere 481/2017/R/eel e 922/2017/R/eel) le aliquote degli oneri generali da applicare a tutte le tipologie di contratto sono distinte in:
- ASOS Oneri generali relativi al sostegno delle energie rinnovabili ed alla cogenerazione
- ARIM Rimanenti oneri generali
- UC3 a copertura degli squilibri dei sistemi di perequazione dei costi di trasporto dell'energia elettrica sulle reti di trasmissione e di distribuzione, nonché dei meccanismi di integrazione
- UC6: a copertura dei costi riconosciuti derivanti da recuperi di qualità del servizio

Le componenti tariffarie ASOS e ARIM sono espresse, in generale,  in centesimi di euro/punto di prelievo per anno, centesimi di euro/kW impegnato per anno e centesimi di euro/kWh.
La componente ASOS viene applicata in maniera distinta a seconda che un utente sia o meno incluso nelle imprese a forte consumo di energia elettrica, e, per quest'ultime, a seconda della classe di agevolazione.
Agli utenti domestici non è applicata la quota potenza, mentre la quota energia è applicata per scaglioni di consumo. Agli utenti domestici in residenza anagrafica non è applicata nemmeno la quota fissa.
Non sono invece state modificate le modalità di esazione delle componenti tariffarie UC3 e UC6.

## Imposte
Le imposte applicate alle forniture di energia elettrica sono rappresentate dall'Accisa e dall'Imposta sul valore aggiunto.
Il regime IVA applicabile alle utenze elettriche è del 10% per le utenze domestiche e per alcune utenze non domestiche che godono di regime agevolato (imprese estrattive, agricole e manifatturiere comprese le poligrafie, editoriali e simili, funzionamento degli impianti irrigui e di sollevamento e scolo delle acque da parte di consorzi di bonifica e consorzi di irrigazione). È del 22% per tutte le altre utenze.
Da notare che le accise conteggiate in bolletta vengono classificate come imponibile IVA e, pertanto, l'IVA è pagata anche sulle accise. Questa circostanza, di dubbia legittimità (di fatto in bolletta si paga una tassa sulla tassa), è stata oggetto di ripetuti ricorsi giudiziali da parte dei consumatori, che hanno trovato accoglimento, in più di un'occasione, da parte dei Giudici di Pace. In assenza di una norma primaria che sani l'anomalia, tuttavia, l'unica strada per ottenere il rimborso dell'IVA illegittimamente applicata in bolletta resta quella dei singoli ricorsi.